# Insignia

Insignia militar de Capitán General del Ejército de Tierra español.

Una insignia (del latín, insignia, plural de insigne: emblema, símbolo, enseña, distintivo honorífico) es una marca distintiva de pertenencia a un grupo, grado, rango o función. Un símbolo o muestra de poder personal, estatus o función de un organismo oficial de gobierno o jurisdicción.[cita requerida]
Una insignia suele ser el emblema de una autoridad específica o general y generalmente suele ser de metal o tela. En plural, las insignias designan el conjunto de las partes de una condecoración o los diferentes elementos que forman parte de un rango, grado o dignidad. 
Existen multitud de tipos de insignias como:
- Banderas
- Condecoraciones militares o policiales
- Condecoraciones civiles
- Condecoraciones nobiliarias
- Coronas
- Distintivos
- Divisas (insignia de grado)
- Emblemas
- Escarapelas
- Escudos de armas
- Insignias digitales

## Historia
La utilización de insignias, sobre todo en el ámbito militar, se pierde en la noche de la historia, tanto a nivel personal como de grupo. Cuando el distintivo debería ser visible, como en el caso de un ejército al presentar batalla, se solía colocar en lo alto de un palo largo, lanza o asta. Los persas utilizaban un águila dorada como insignia, los asirios, una paloma y los armenios un león. Pero donde se creó una función más importante, que influiría posteriormente fue en el ejército romano, donde alrededor del 100 a. C. se instituyó la tradición del aquila como insignia en forma de águila de sus legiones.
Nada había más sencillo en los primeros tiempos que las insignias militares. Ramas de árboles, aves mal disecadas, cabezas de animales, un puñado de yerba seca, puestos a lo alto de una pértiga o vara larga, servían a las naciones o partidos para reconocerse en los combates o de punto de reunión en las retiradas o derrotas. Pero a medida que el arte de la guerra se fue perfeccionando, se inventaron insignias menos frágiles o más brillantes y cada pueblo quiso que las suyas se distinguiesen por símbolos que le caracterizasen.
Entre los judíos, cada una de las doce tribus de Israel tenía una insignia del color que le era propio y sobre la cual estaba la figura o símbolo que designaba cada tribu, según la profecía de Jacob. En la Escritura se habla del león de la tribu de Judá, de la nave de Zabulon, de las estrellas y del firmamento de Isaac, etc.
Se veían sobre las insignias de los pueblos idólatras las imágenes de sus dioses o los símbolos de sus príncipes. Los egipcios eligieron el loro, el cocodrilo, etc.; y los asirios y los babilonios tuvieron palomas, de las que hace mención Jeremías en el cap. XXV y XLVI de sus profecías; porque el nombre de Semiramis, en su origen Chemirmor, significa paloma.

### Antigua Grecia
En los tiempos heroicos, un escudo, un casco, una coraza en lo alto de una lanza fueron las insignias militares de los griegos. En Homero, no obstante, leemos que Agamenon en el sitio de Troya tomó un velo de púrpura para que sirviera de punto de reunión a sus tropas.
El uso de las insignias con divisas o empresas se fue después introduciendo poco a poco: las de los atenienses eran Minerva, un olivo y un mochuelo. Los corintios habían adoptado un pegaso o caballo alado: los tebanos un esfinge: los mesenios y los lacedemonios se contentaron con la letra inicial de su nombre.

### Persas
Los persas tenían por insignia principal un águila de oro en la punta de una pica colocada sobre un carro cuya guardia estaba confiada a dos oficiales de la primera distinción. Jenofonte supone que esta insignia estuvo en uso entre todos los reyes de Persia.
Algunas veces en los ejércitos de los antiguos, para anunciar o dar la orden de atacar, no se hacía más que levantar un manto de púrpura o de otro color cualquiera, en lo alto de una pica.

### Antigua Roma

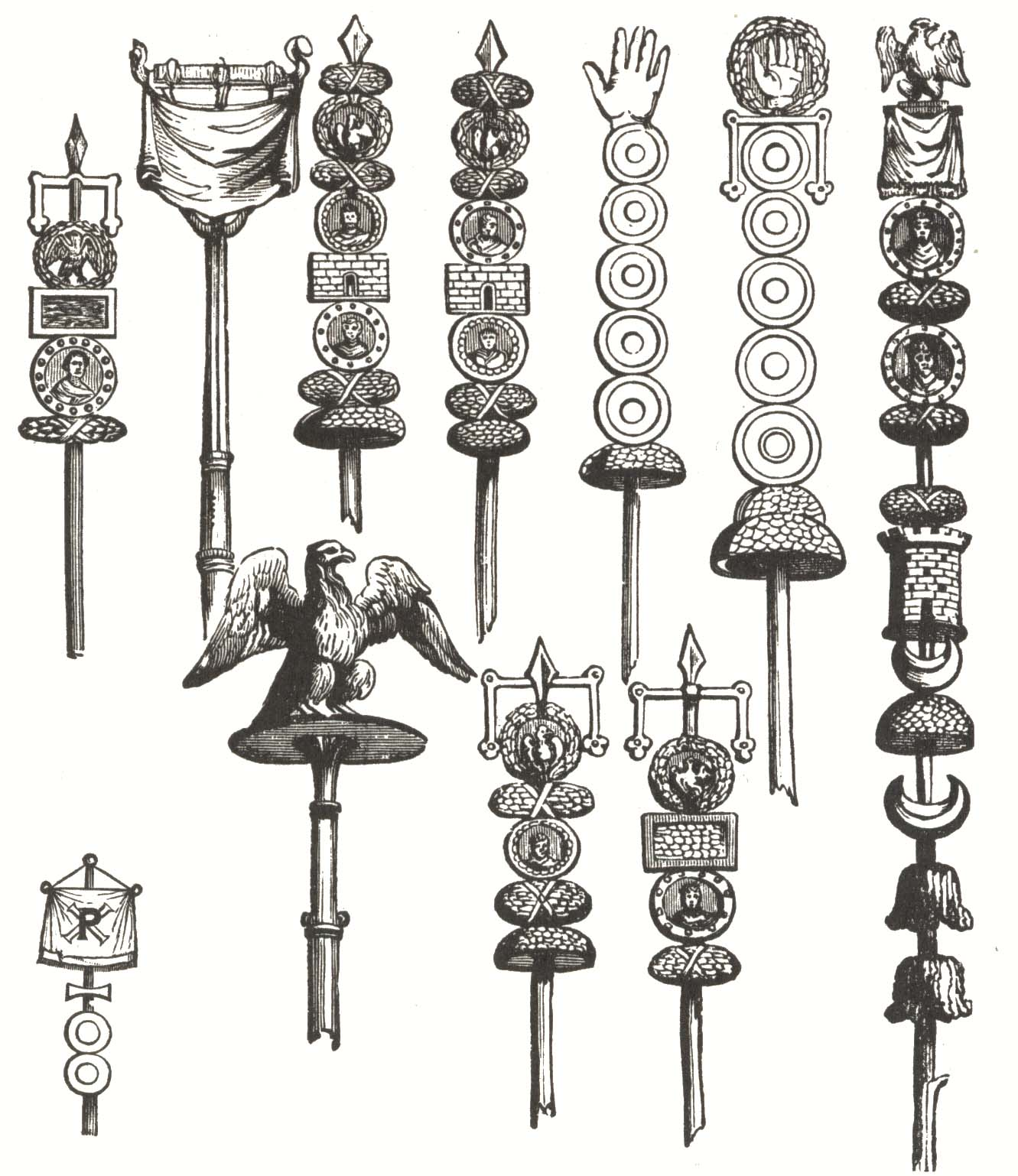
Estandartes romanos

Los romanos en un principio no tuvieron por insignias más que un puñado de heno, como los más de los otros pueblos, colocado en lo alto de una pértiga. Sucesivamente tomaron las figuras de un lobo, de un caballo, de un jabalí, del minotauro, hasta que, según dice Plinio, Mario en el segundo año de su consulado sustituyó el águila a todos los otros animales, pasando a ser la insignia distintiva de las legiones. Cada una de estas, o más bien la primera legion, llevaba un águila de plata con las alas extendidas sobre una base de escultura y colocada en lo alto de una pica. El águila estaba encargada a los centuriones de los triarios.
El distintivo de los ejércitos en tiempo de los emperadores solía ser muy a menudo una mano de plata abierta con los dedos hacia arriba por alusión al nombre de los manípulos o como un emblema de la concordia o de la fidelidad cuya insignia llevaba un oficial llamado feral. Se ven muchos de estos ejemplos en la columna trajana. Hay también un águila con el retrato del emperador encima.
En los monumentos que tenemos de la antigüedad se suelen ver las insignias adornadas de coronas y cargadas de pequeños escudos denominados clypei, en los cuales habría probablemente algunos retratos de los dioses o de los héroes de la patria con otros emblemas análogos a cada legión. Se reparan también en ciertas insignias algunas almenas, como trofeos de ciudades tomadas o espolones de naves, en memoria de alguna acción naval.
Después de la muerte de Germánico, las legiones en señal de tristeza quitaron por algún tiempo todos los adornos de las insignias. Probablemente harían lo mismo en todas las otras demostraciones de duelo y en todas las calamidades públicas.

Vexillum del Imperio Romano

En lo alto de una insignia de la columna trajana se ve un águila sobre un pequeño vexillum o estandarte. Según  Vegecio, se escribía en medio de él el nombre de las cohortes y de las centurias con el objeto de que cada soldado pudiese conocer sus insignias. En los siglos anteriores a este autor, los manípulos solamente tenían sus insignias y las cohortes no las tenían propias. Algunas veces se colocaban simplemente el vexillum, que era un pedazo de púrpura y la insignia propia de la caballería en lo alto de una pica, sin otro adorno.
Las insignias inferiores al águila eran compuestas de medallones, colocados los unos sobre los otros y clavados en el palo de la lanza. Sobre estos medallones se solían poner, como en el vexillum, las mayúsculas S. P. Q. R. Senatus populnsque romanus, y el retrato del emperador.
Cada manípulo y cada centuria tenían sus insignias del mismo color, sobre las cuales solía haber el nombre de la legión y el número de la centuria bordados de oro.

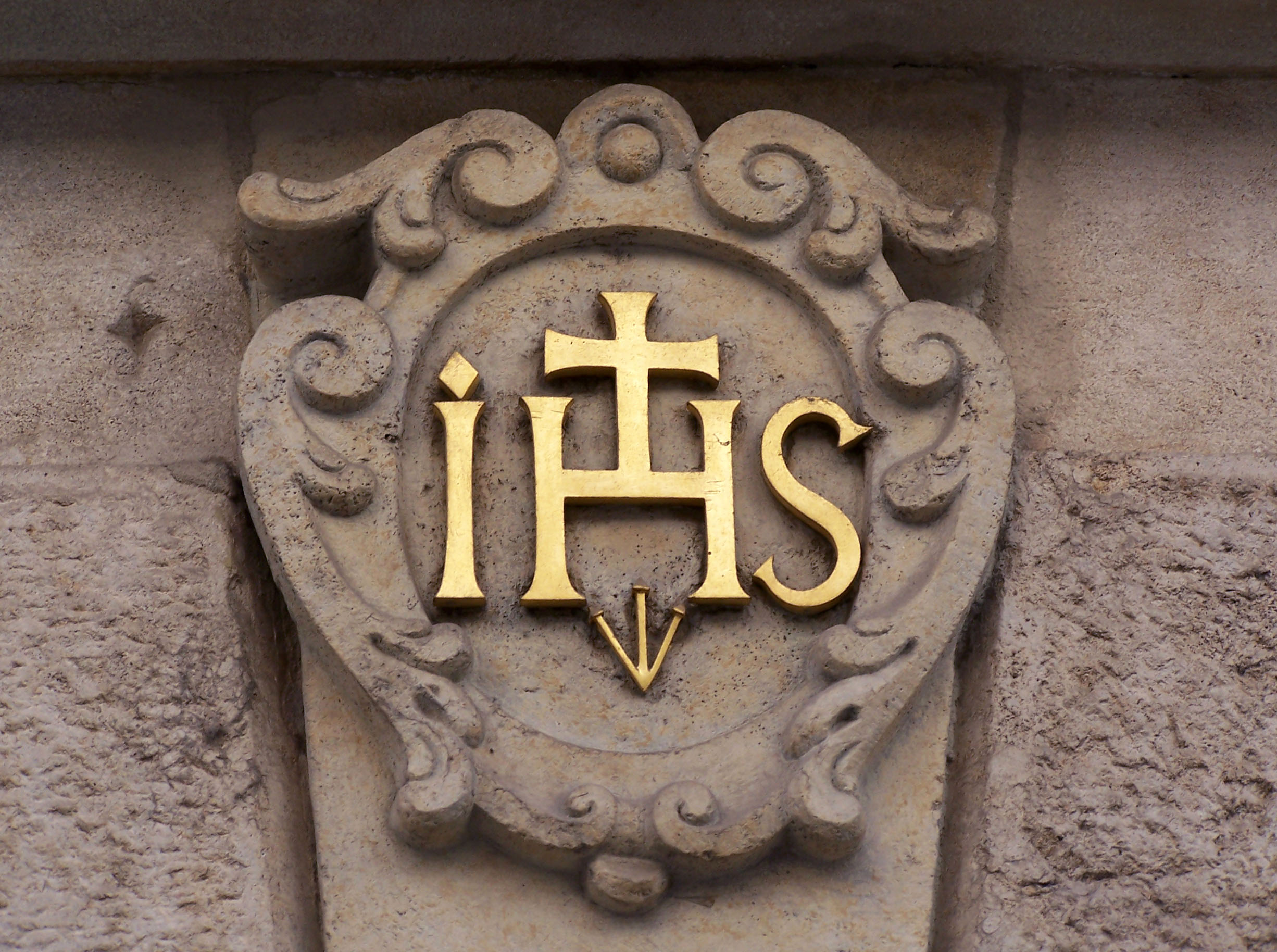
Monograma de Cristo

El labarum, estandarte en medio del cual hizo colocar Constantino el monograma de Cristo, se diferenciaba del vexillum en que aquel estaba tendido y conservaba su forma cuadrada, como se ve en las medallas de Teodosio, etc.; y el vexillum, que se ve con mucha frecuencia en la columna trajana, no estaba asegurado sino en la parte superior. Según muchos autores la palabra labarum no es sino del bajo imperio.
Vegecio atribuye a los romanos de su tiempo aquellos estandartes en forma de dragones que servían de insignias a las naciones bárbaras. Cuando estas pasaban a ser auxiliares de los romanos conservarían probablemente sus insignias militares y se verían mezcladas y confundidas con las águilas de las legiones.
Los oficiales de las legiones romanas encargados de llevar las insignias, llamados insigniferos, tanto los de infantería como de caballería, solían cubrir su celada con la piel de un oso, de un león o de otro animal feroz, con el objeto de indicar el valor y tesón con que habían de defenderlas.
En tiempo de paz las legiones que no estaban de servicio o guarnición en las fronteras, depositaban sus insignias en el tesoro público bajo la custodia de los cuestores, los cuales las sacaban y conducían al campo de Marte cuando las tropas estaban dispuestas a ponerse en marcha , como lo dice Tito Livio: Signa qucestores ex cerario ferre.
Las insignias de los antiguos galos y demás pueblos bárbaros representaban varios animales y principalmente el toro, el león, el oso, etc. Los ripuarios tenían por símbolo característica en sus insignias una espada, que entre ellos indicaba el Dios de la guerra; los sicambrios una cabeza de buey, la cual, según opinión de Beneton, significaba el dios Apis, divinidad egipcia, de cuyo país pretendía descender este pueblo, los primeros reyes franceses tuvieron un sapo.

### Edad Media

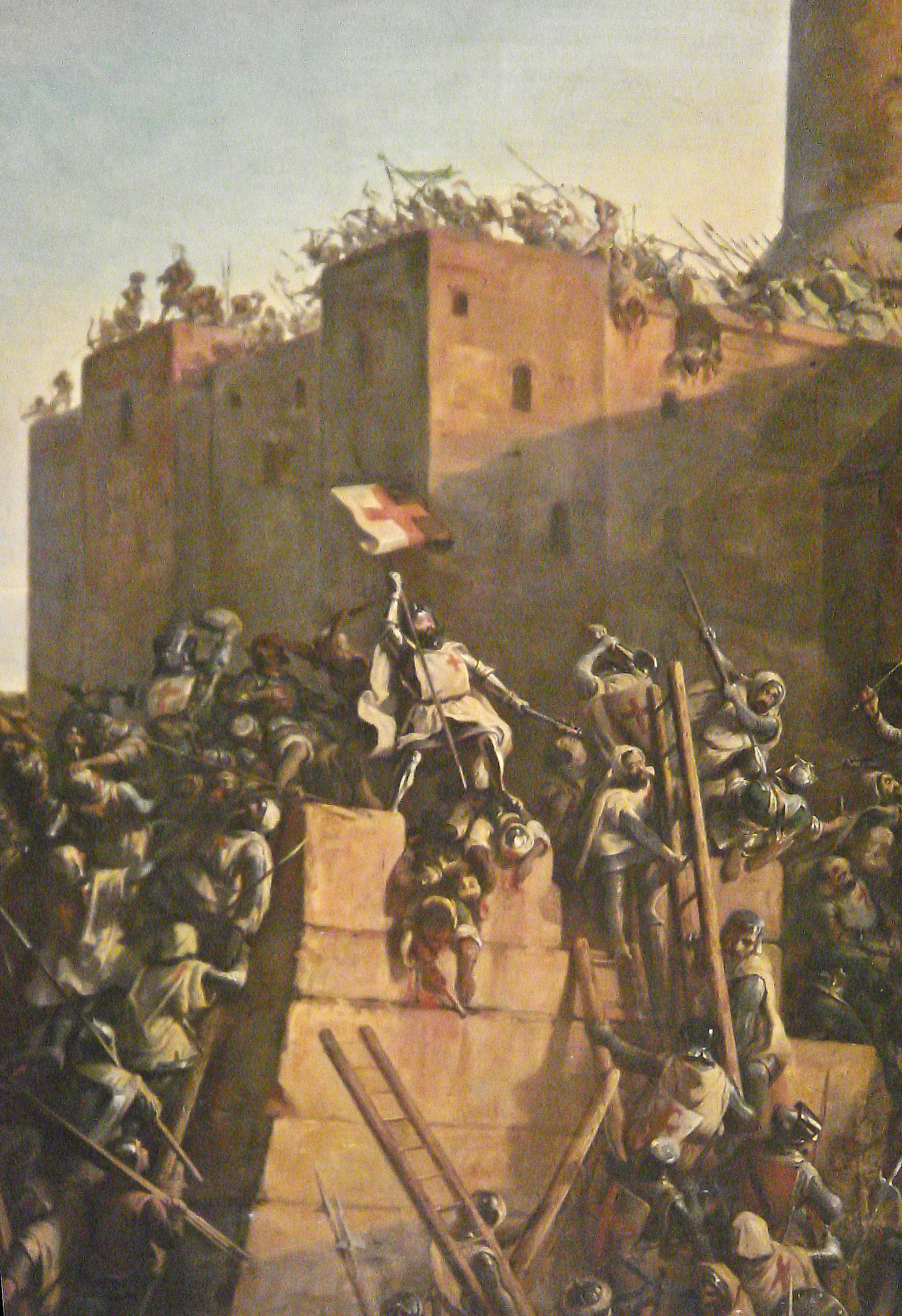
Toma de Jerusalén por los templarios en 1299. El gran Maestre agita su bandera

En tiempo de las Cruzadas todos los pueblos que iban a Palestina ponían en sus estandartes la cruz, distintivo de aquellas expediciones de la que tomaron el nombre de cruzadas. La bandera que usaron los caballeros templarios se llamaba Balza e igualmente Bien-parr-ida, en alusión a sus colores blanco y negro, como dice Walter Scoth. 
En la Edad Media se llevaban en los ejércitos la bandera de cada pueblo o comunidad, en la cual había pintado el santo o patrón que veneraban con el objeto de implorar su protección y de que todos la conociesen y pudiesen reunirse en torno de ella. Se solía también poner en la misma el patrón del señor feudal, junto con sus armas y divisa. Cuando se establecieron tropas arregladas y permanentes, los príncipes les dieron banderas cargadas con sus escudos y sus divisas o de los jefes particulares de cada cuerpo. Se figuraron también en ellas ciertas particularidades relativas al cuerpo para el cual estaban destinadas. En seguida las corporaciones, los grandes y las damas se hicieron un honor el regalar estas insignias a determinados cuerpos.

### Edad Moderna
Los estandartes e insignias de los turcos eran en general de una ropa de seda de diversos colores, con una cimitarra bordada de oro y varios caracteres arábigos. En lo alto de la lanza había un pomo dorado, que remataba por una media luna de plata. Además solían colgar también del astil algunas colas de caballo o grandes manojos de crin, cuyo número constituía e indicaba la dignidad del general o bajá que manda el ejército. Cuando el gran señor mandaba en persona o se hallaba en el ejército, la bandera o estandarte principal lleva entonces siete colas de caballo, llamadas en turco tug.
El estandarte más célebre de los turcos es el llamado de Mahoma, tenido por ellos como el más precioso paladion. Se halla comúnmente depositado en un arca de oro, con el Alcoran y el vestido del Profeta. Solo en lances muy apurados se saca.

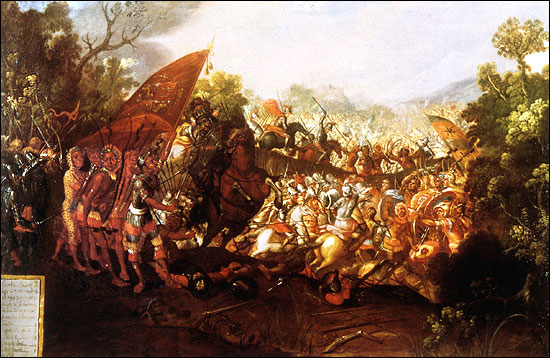
Batalla de Otumba

El estandarte real de los mexicanos, tal como lo describe Solís, y del que se apoderó Hernán Cortés en la célebre batalla de Otumba, era una red de oro macizo pendiente de una pica y en el remate muchas plumas de varios tintes, que tendrían, como dice el mismo historiador, su significado particular y le distinguiría de las insignias menores. Dicho estandarte real no se sacaba sino en las ocasiones de mayor empeño y no se confiaba sino al mismo general en jefe. La pérdida de él decidía regularmente el éxito de las batallas entre los mexicanos: así es que Hernán Cortés hizo el último esfuerzo para apoderarse de él en aquella acción que esta hazaña hizo verdaderamente decisiva.
Como todas las figuras de animales y otros objetos que representaban las varias naciones en sus insignias, solían ser, como hemos visto, símbolos y simulacros de sus divinidades, de aquí tuvo origen el respeto religioso con que todos los pueblos miraron y miran sus insignias militares. Todas las de los romanos y en particular el águila, eran sagradas para ellos y las reverenciaban casi tanto como a los mismos dioses adornándolas con flores, quemando incienso en honor suyo y jurando sobre las mismas. En sus campamentos había una tienda particular destinada para colocarlas como en un templo y este depósito hacía aquella tienda un lugar sagrado e inviolable, no pasando jamás nadie delante de ellas sin saludarlas respetuosamente.
Después del establecimiento del cristianismo y en la Edad Media fueron reemplazados aquellos objetos per la cruz y por las imágenes de los santos patronos y protectores de los pueblos lo que contribuyó poderosamente a que se conservase el antiguo respeto por las insignias y acabó de fortalecer este respeto y el cuidado con que se guardan la idea que se han formado todos los pueblos de que la pérdida de los estandartes o insignias es la cosa más deshonrosa para el cuerpo que ha tenido esta desgracia.